# Омар Абдулрахман
Омар Абдулрахман Ахмед Aль-Рааки Аль-Муди (араб. عمر عبد الرحمن أحمد الراقي العمودي‎; 20 сентября 1991, Эр-Рияд, Саудовская Аравия) — эмиратский футболист, полузащитник клуба «Шабаб Аль-Ахли» и сборной ОАЭ.

## Биография

### Ранние годы и начало карьеры
Родился и вырос в столице Саудовской Аравии Эр-Рияде, в многодетной семье хадрамаутского происхождения. Двое его братьев Халед Абдулрахман и Мохамед Абдулрахман также являются футболистами.

### Карьера в сборной
В 2010 году Абдулрахман участвовал в кубке GCC U-23, где заработал первый титул. Спустя месяц, участвовал в Кубке AFC U-19, играл все матчи, забил гол и отдал две голевые передачи..
Впервые за сборную ОАЭ дебютировал 3 января 2011 года в матче против Сирии в 19 лет. Появился в старте, но был заменен во втором тайме.